# Stanley Glover
Stanley Glover (Stanley Brooks "Stan" Glover; * 18. April 1908 in Newcastle upon Tyne, Vereinigtes Königreich von Großbritannien und Irland; † 23. Februar 1964 in Saskatoon, Kanada) war ein kanadischer Leichtathlet.

## Karriere
Im englischen Newcastle upon Tyne geboren, emigrierte Glover in frühester Kindheit mit seiner Familie nach Kanada. Nach kurzem Aufenthalt in Edmonton wuchs er ab 1913 in Saskatoon auf und machte sich bereits in seiner Jugend als Sportschütze und Leichtathlet einen Namen in der Region. Nach seinem Schulabschluss konzentrierte er sich auf die Leichtathletik und wurde 1925 kanadischer Meister im 440-Yards-Lauf.
Seine beständigen Leistungen brachten Glover die Nominierung für die kanadische 4-mal-400-Meter-Staffel bei den Olympischen Spielen 1928 in Amsterdam ein. Dort errang die Mannschaft in der Aufstellung James Ball, Glover, Phil Edwards und Alex Wilson die Bronzemedaille hinter der US-amerikanischen und der deutschen Stafette.
Bei den British Empire Games 1930 in Hamilton gewann Glover als Schlussläufer der kanadischen 4-mal-440-Yards-Staffel gemeinsam mit Alex Wilson, Art Scott und James Ball die Silbermedaille hinter der englischen und vor der südafrikanischen Mannschaft. Dagegen schied er bei seinem Einzelstart über 440 Yards bereits nach den Vorläufen aus. Glover beendete seine leichtathletische Laufbahn 1932. Danach war er im Curling auf regionaler Ebene erfolgreich und blieb diesem Sport bis zu seinem Tod 1964 treu.